# Lure
Lure je francouzská obec v departementu Haute-Saône v regionu Franche-Comté. V roce 2009 zde žilo 8 295 obyvatel. Je centrem arrondissementu Lure.